# Medaille zur Erinnerung an die Heimkehr des Memellandes
Die Medaille zur Erinnerung an die Heimkehr des Memellandes wurde am 1. Mai 1939 von Adolf Hitler per Verordnung gestiftet.

## Verordnung

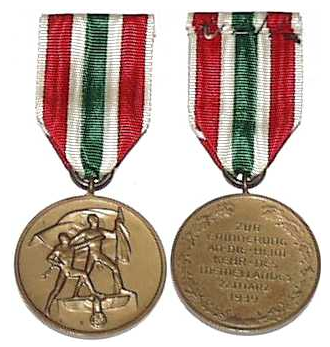
Medaille zur Erinnerung an die Heimkehr des Memellandes

Bandschnalle

Die traditionelle (nicht offizielle) Flagge des Memellandes diente als Vorlage für das Ordensband

Die Medaille konnte an Personen verliehen werden, die sich um die Wiedervereinigung des Memellandes mit dem Deutschen Reich besondere Verdienste erworben haben.
Die Verordnung des Führers und Reichskanzlers über die Stiftung der Medaille zur Erinnerung an die Heimkehr des Memellandes hatte folgenden Wortlaut:

„Zum sichtbaren Ausdruck meiner Anerkennung und meines Dankes für die Verdienste um die Wiedervereinigung des Memellandes mit dem Deutschen Reich, stifte ich die Medaille zur Erinnerung an die Heimkehr des Memellandes.“

## Satzunginhalt

### Vorschlagsberechtigung
Die Vorschläge zur Verleihung der Medaille wurden vom Reichsminister des Innern (Wilhelm Frick), für Angehörige der Wehrmacht vom Chef des Oberkommandos der Wehrmacht (Wilhelm Keitel) aufgestellt und Hitler durch den Staatsminister und Chef der Präsidialkanzlei (Otto Meissner) zur Genehmigung vorgelegt.

### Verleihungspraxis
Der Beliehene erhielt mit Aushändigung der Medaille ein Besitzzeugnis, welches vom Staatsminister und Chef der Präsidialkanzlei Meissner ausgestellt war. Die Medaille selber verblieb nach dem Tode des Inhabers seinen Hinterbliebenen als Andenken.

### Aussehen, Beschaffenheit und Trageweise
Die Medaille ist dunkelbronzefarben getönt und zeigt auf ihrer Vorderseite zwei männliche Gestalten mit der Flagge des Dritten Reiches und dem Hoheitszeichen. Die Rückseite trägt die Inschrift Zur Erinnerung an die Heimkehr des Memellandes 22. März 1939. Umgeben ist die Umschrift von einem Eichenkranz. Anzumerken ist, dass die beiden männlichen Gestalten die Heimkehr des Memellandes symbolisieren. Dabei stellt die hintere Person auf dem Sockel, das Großdeutsche Reich dar, welches die zweite Person (das Memelland), den Arm um deren Schulter legend, auf das Podest heraufholt. Getragen wurde die Medaille an einem grün-weiß-roten Bande (der Farben des Memellandes) auf der linken Brustseite.

## Verleihungszahlen
Die Verleihungen der Medaille waren bis zum 31. Dezember 1940 abgeschlossen. Insgesamt sind 31.322 Medaillen verliehen worden.

## Heute: Verfassungsfeindliches Abzeichen
Die „Medaille zur Erinnerung an die Heimkehr des Memellandes“ gehört zu den nationalsozialistischen Orden, deren Führung in Deutschland nach dem Gesetz über Titel, Orden und Ehrenzeichen von 1957 in keiner Form zulässig ist.